# Oval Dreams

## Il disco
Oval Dreams è il titolo del terzo album della band di rock psichedelico-progressivo italiana Twenty Four Hours. La particolarità più significativa dell'album è quella di essere stato registrato all'interno di un trullo, la tipica costruzione rurale pugliese, a San Marco di Locorotondo. Questo fatto ha conferito ai brani musicali del disco un suono assai particolare, derivato dal riverbero spiccato ma corto, tipico dall'acustica di queste abitazioni. Il disco è stato pubblicato per la prima volta nel 1999 dall'etichetta francese Musea e successivamente ristampato da altre etichette, tra cui la russa Mals nel 2009 e l'italiana Velut Luna nel 2012.
In particolare, la ristampa curata da Velut Luna è stata rimixata a partire dalle bobine originali, in dominio analogico ed è stata edita in vinile e rivolta al pubblico audiofilo, con la precisa intenzione di recuperare la dinamica originale della registrazione che era stata eccessivamente compressa nella versione Musea. Per esigenze di spazio (il vinile consente non più di 21-24 minuti per lato per preservare la qualità d'ascolto) la scaletta dei brani è stata ridimensionata e sono state escluse le due cover presenti nella versione CD di Musea (Mother Nature's Son dei Beatles e Darkness 11/11 dei Van Der Graaf Generator) e sono stati eliminati ulteriori 2 brani "minori". 
Esiste inoltre un'edizione dell'album remixato, uscita su CD, allegata alla rivista Audiophile Sound di Pierre Bolduc, n° 117, Luglio 2012.
"Oval Dreams", che è anche l'album della band che ha raggiunto la maggiore diffusione è anche disponibile su iTunes, la famosa piattaforma Apple per la vendita online di musica liquida.

## Tracce
Lato A
1. Oval Dreams - 5:39
2. The Road of Madness - 6:13
3. Son of War - 4:31
4. Twenty-Four-Pink-Hot-Tentacles - 6:30

Lato B
1. The Bastards - 19:18
2. The Poor - 4:17